# 津房村
津房村（つぶさむら）は、大分県宇佐郡にあった村。現在の宇佐市の一部にあたる。

## 地理
駅館川上流、津房川の流域に位置していた。

## 歴史
- 1889年（明治22年）4月1日、町村制の施行により、宇佐郡六郎丸村、楢本村、東恵良村、尾立村、川崎村、板場村、松本村、萱籠村、東椎屋村、若林村、五郎丸村が合併して村制施行し、津房村が発足[1][2]。旧村名を継承した六郎丸、楢本、東恵良、尾立、川崎、板場、松本、萱籠、東椎屋、若林、五郎丸の11大字を編成[2]。
- 1909年（明治42年）津房郵便局開設[2]
- 1955年（昭和30年）1月1日、宇佐郡安心院町、佐田村、深見村、駅川村（一部）と合併し、安心院町が存続して廃止された[1][2]。

## 産業
- 農業、畜産、薪炭[2]

## 交通

### 乗合バス
- 1931年（昭和6年）円座（のち院内町）～六郎丸間開通[2]

## 教育
- 1889年（明治22年）津房小学校開校[2]。1899年（明治32年）高等科併置[2]。